# Mimosa stenoptera
Mimosa stenoptera är en ärtväxtart som beskrevs av George Bentham. Mimosa stenoptera ingår i släktet mimosor, och familjen ärtväxter. Inga underarter finns listade i Catalogue of Life.